# Kontinentalni keltski jezici
Kontinentalni keltski jezici su oni jezici, danas svi izumrli, koji su nastali i bili govoreni na području kontinenta Europe (suprotno otočnim keltskim jezicima koji su nastali u Britaniji i Irskoj, i od kojih se šest još uvijek govori. Iako je vjerojatno da su kelti govorili velik broj različitih jezika i dijalekata diljem Europe u razdobljima prije Rima, samo je pet takvih jezika zaista dokazano:
- lepontski (od 7. do 3. stoljeća prije Krista)
- galski (od 3. stoljeća prije Krista do 2. stoljeća)
- galaćanski (od 3. stoljeća prije Krista do 4. stoljeća)
- keltiberski (hispano-keltski) (1. stoljeće prije Krista)
- norički (1. i 2. stoljeće? samo dva teksta su sačuvana)

Lepontijski je uglavnom smatran dijalektom galskog, a galatijski može biti također.
Pojam kontinentalno keltski se koristi kao suprotnost otočnim keltskim jezicima. Dok se većina istraživača slaže da je otočni keltski zasebna grana keltskog, ne postoje nikakvi dokazi da se kontinentalni keltski jezici mogu slično grupirati. Umjesto toga, pojam kontinentalno keltski je parafiletički i jednostavno se odnosi na sve ne-otočno keltske jezike. Budući da je malo materijala očuvano o ijednom kontinentalnom keltskom jeziku, povijesno jezične analize bazirane na komparativnoj metodi je teško izvršiti.

## Vanjske poveznice
- Tree for Continental Celtic  Arhivirana inačica izvorne stranice od 30. ožujka 2010. (Wayback Machine)
- The Celtic languages